# Élection présidentielle de 1959 en Haute-Volta
L'élection présidentielle de 1959 en Haute-Volta a lieu le 11 décembre 1959 afin d'élire le premier président de la Haute-Volta, état membre de la Communauté française couvrant le territoire de l'actuel Burkina Faso. Il s'agit de la première présidentielle que connait le pays, avant son indépendance le 5 aout de l'année suivante. L'élection, qui a lieu au scrutin indirect par les soixante dix membres de Assemblée, n'est pas de nature démocratique. Le président du conseil en exercice et chef d'État par intérim Maurice Yaméogo se présente sans opposition, les candidatures d'opposants ayant été empêchées, et est élu avec 100 % des voix,.

## Ascension de Yaméogo

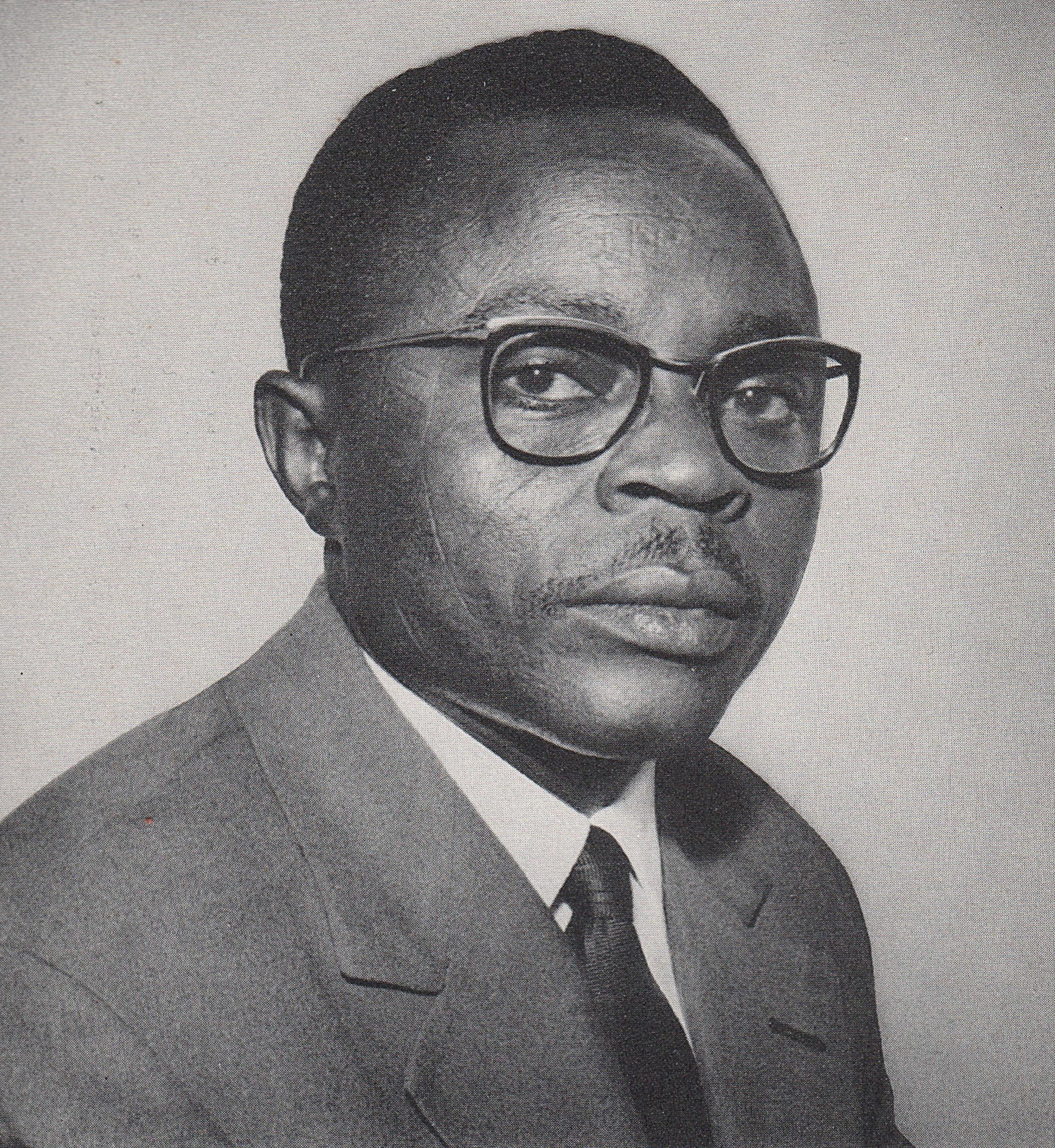
Maurice Yaméogo en 1960

Chef du gouvernement de la jeune république de Haute-Volta à la suite du décès de Daniel Ouezzin Coulibaly en septembre 1958, Maurice Yaméogo parvient à rassembler une majorité au sein de l'assemblée territoriale et à se faire voter des pouvoirs étendus le 29 janvier 1959, dont celui de dissoudre l'assemblée. Fort de ces nouvelles prérogatives, il fait préparer une nouvelle constitution, et rassemble en février quarante des soixante dix membres de l'assemblée territoriale pour la faire ratifier, menaçant de dissoudre l'assemblée et de convoquer de nouvelles élections. Les députés votent ainsi le projet le 28 février, de peur de ne pas être réélu. Le jour même, une fois la nouvelle constitution ratifiée, Yaméogo dissout l'assemblée territoriale. Un référendum est organisé le 15 mars 1959, et la constitution est approuvée par une large majorité des votants.

## Élections territoriales
En amont des élections, deux forces se constituent dans le paysage politique de la Haute-Volta. Yaméogo forme ainsi autour de lui l'Union démocratique Voltaique affiliée au Rassemblement démocratique africain (UDV-RDA), tandis que l'opposition se réunit dans le Mouvement du regroupement voltaïque affilié au Parti du regroupement africain (MRV-PRA).
Le gouvernement procède alors à une modification du système électoral en sa faveur. Un système de listes majoritaire dans lequel la liste arrivée en tête remporte l'intégralité des sièges est mis en place dans deux circonscriptions favorables à l' UDV-RDA. Celles ci, dites du Nord et du Sud, regroupent la province et sont dotées respectivement de 36 et 23 sièges. Les circonscriptions des villes de Ouahigouya et Ouagadougou, favorables au MRV-PRA, sont quant à elles dotées de huit sièges chacune, et la répartition de ces derniers se fait selon un système de listes à la proportionnelle,,. Sans surprise, l'UDV-RDA remporte une large majorité à la chambre, avec 62 sièges sur 75.

## Élimination de l'opposition et élection
À la suite des élections territoriales d'avril 1959, Yaméogo est reconduit président du Conseil par l'assemblée le 25 avril. Au cours des mois suivant, il parvient à faire se désister la plupart des députés d'opposition au sein de son parti, de telle sorte que le MRV-PRA ne dispose plus que de trois députés à l'assemblée, avant de s'auto-dissoudre à l'automne à la suite de leur ralliement final. Il n'y a alors plus d'opposition officielle ni d'autre parti que l'UDV-RDA dans le pays. 
Yaméogo se voit renouveler pour six mois des pouvoirs élargit le 22 mai 1959. Il procède alors à l'exclusion en interne de ses principaux concurrents, l'ancien chef du RDA Ali Barraud ainsi que le secrétaire général Joseph Ouédraogo sont ainsi exclut du parti les 25 et 26 août. Trois jours plus tard, Ouédraogo se voit privé de la présidence du conseil municipal de la capitale Ouagadougou par un décret en ordonnant la dissolution. Le conseil est remplacé par un comité de gestion présidé par Joseph Conombo, un allié de Yaméogo.
Au cours des mois suivant, le président du conseil s'emploie à empêcher la création de tout nouveau parti sous des prétextes variés, et entérine ainsi un régime de facto à parti unique. Seuls pouvant se porter candidats à la présidence les candidats désignés par des partis officiels, Maurice Yaméogo est élu sans opposants président de la République par l'assemblée le 11 décembre 1959.